# Phụng Châu
Phụng Châu là một xã thuộc huyện Chương Mỹ, thành phố Hà Nội, Việt Nam.
Xã có diện tích 7.12 km², dân số năm 2020 ước tính là hơn 11.500 người, mật độ dân số đạt 1.668 người/km². Với vị trí địa lý thuận lợi, Phụng Châu tự hào là một trong những địa điểm quan trọng, đóng góp vào sự phát triển nhanh chóng của khu vực. Xã này không chỉ nổi tiếng với vẻ đẹp tự nhiên hùng vĩ mà còn là nơi lưu giữ nhiều di tích lịch sử, văn hóa đặc sắc.

## Địa lý
Về địa lý, Phụng Châu có địa hình đặc biệt do tựa lưng vào dãy núi Trầm và phía hướng về phía dòng sông Đáy chảy qua.
Xã nằm ở phía Đông Bắc Chương Mỹ:
- Phía Đông Nam giáp phường Biên Giang, quận Hà Đông
- Phía Đông giáp phường Yên Nghĩa, quận Hà Đông
- Phía Nam giáp thị trấn Chúc Sơn, Chương Mỹ
- Phía Bắc giáp Tân Phú, Quốc Oai
- Phía Đông Bắc giáp Đại Thành, Quốc Oai
- Phía Tây Bắc giáp Tân Hòa, Quốc Oai
- Phía Tây Nam giáp Tiên Phương. Chương Mỹ

## Hành chính
Hiện tại Phụng Châu có 4 trục đường phố chính bao gồm: đường Phượng Đồng, đường Phượng Nghĩa, đường Phương Bản và đường Long Châu.

UBND xã Phụng Châu nằm trên trục đường Phượng Nghĩa.

## Giáo dục
Trường Đại học trên địa bàn:
- Trường Đại học Sư phạm Thể dục Thể thao Hà NộiĐài phun nước "Trống đồng Đông Sơn" tại trường THCS Phụng Châu

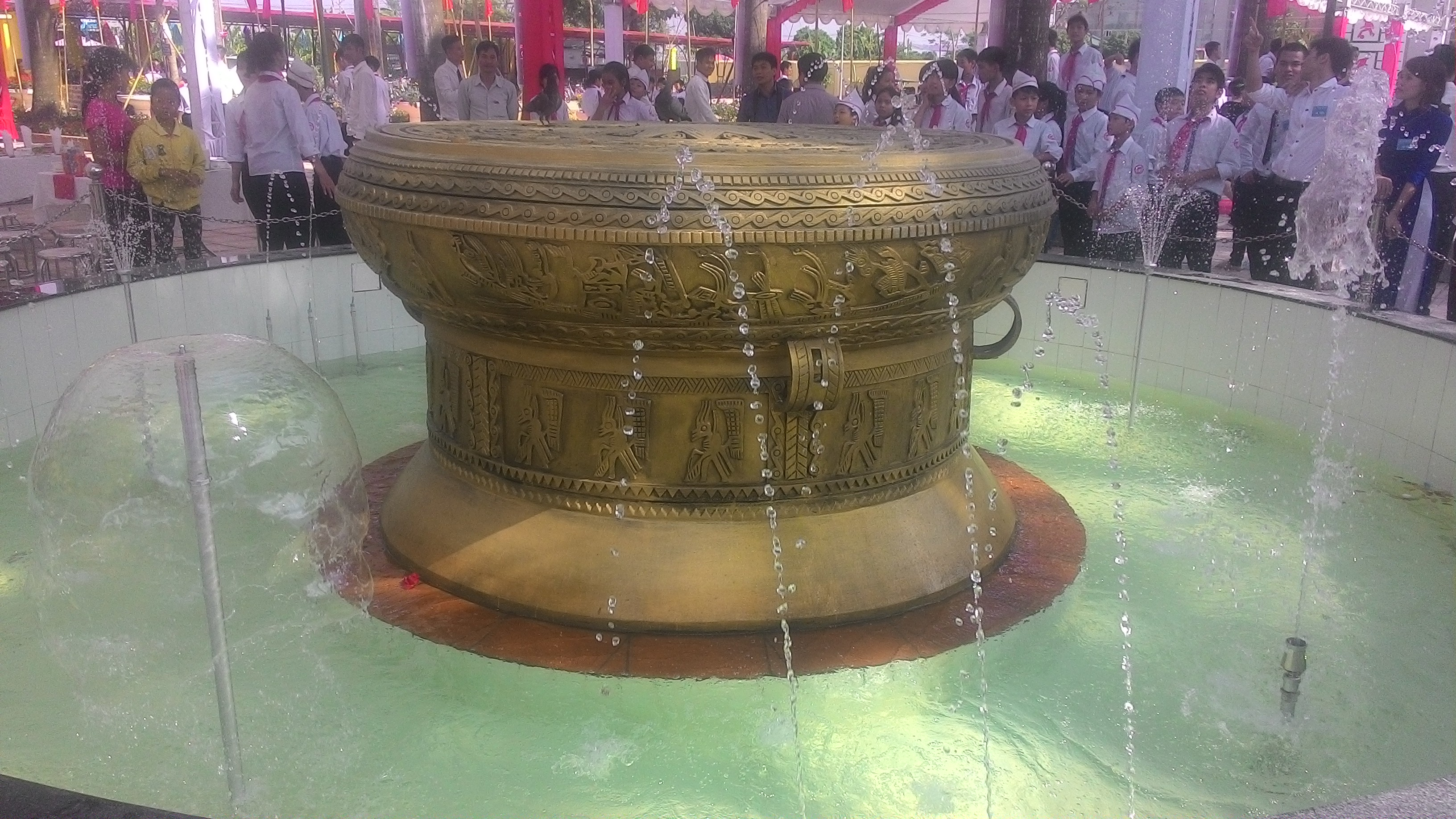
Đài phun nước "Trống đồng Đông Sơn" tại trường THCS Phụng Châu

Trường Phổ thông trên địa bàn:
- THPT Trần Đại Nghĩa
- THCS Phụng Châu
- Tiểu học Phụng Châu

## Đặc sản
Nem Phượng được biết đến là đặc sản của Phụng Châu, do gia truyền tại thôn Phượng Nghĩa. Nguyên liệu làm nem Phượng bao gồm: thịt nạc, bì lợn, gạo tẻ, gạo nếp, lá sung. Nguyên liệu đơn giản nhưng phải chế biến điêu luyện thì mới ra thành phẩm ngon.

## Địa điểm nổi tiếng
Phụng Châu với vị trí địa lý được thiên nhiên ưu ái nên cảnh quan phong phú và có nhiều danh lam thắng cảnh đẹp. Nơi đây là địa điểm tham quan và du lịch của người dân thủ đô và các tỉnh vùng ven cũng như du khách nước ngoài khi đến tham quan thành phố Hà Nội. 

### Chợ Phượng
Đây là chợ phiên lớn được tổ chức vào các ngày Âm lịch như mùng 3, mùng 5, mùng 8, mùng 10, mùng 13, mùng 15, mùng 18, mùng 20, mùng 23, mùng 25, mùng 27, mùng 30 vào buổi sáng. Tuy nhiên, hàng ngày chợ vẫn hoạt động tại gần đó tuy nhiên với quy mô nhỏ hơn. Cuối năm 2019, chợ Phượng được sửa chữa, nâng cấp và mở rộng quy mô với mật độ bê tông phủ kín.

### Núi Trầm

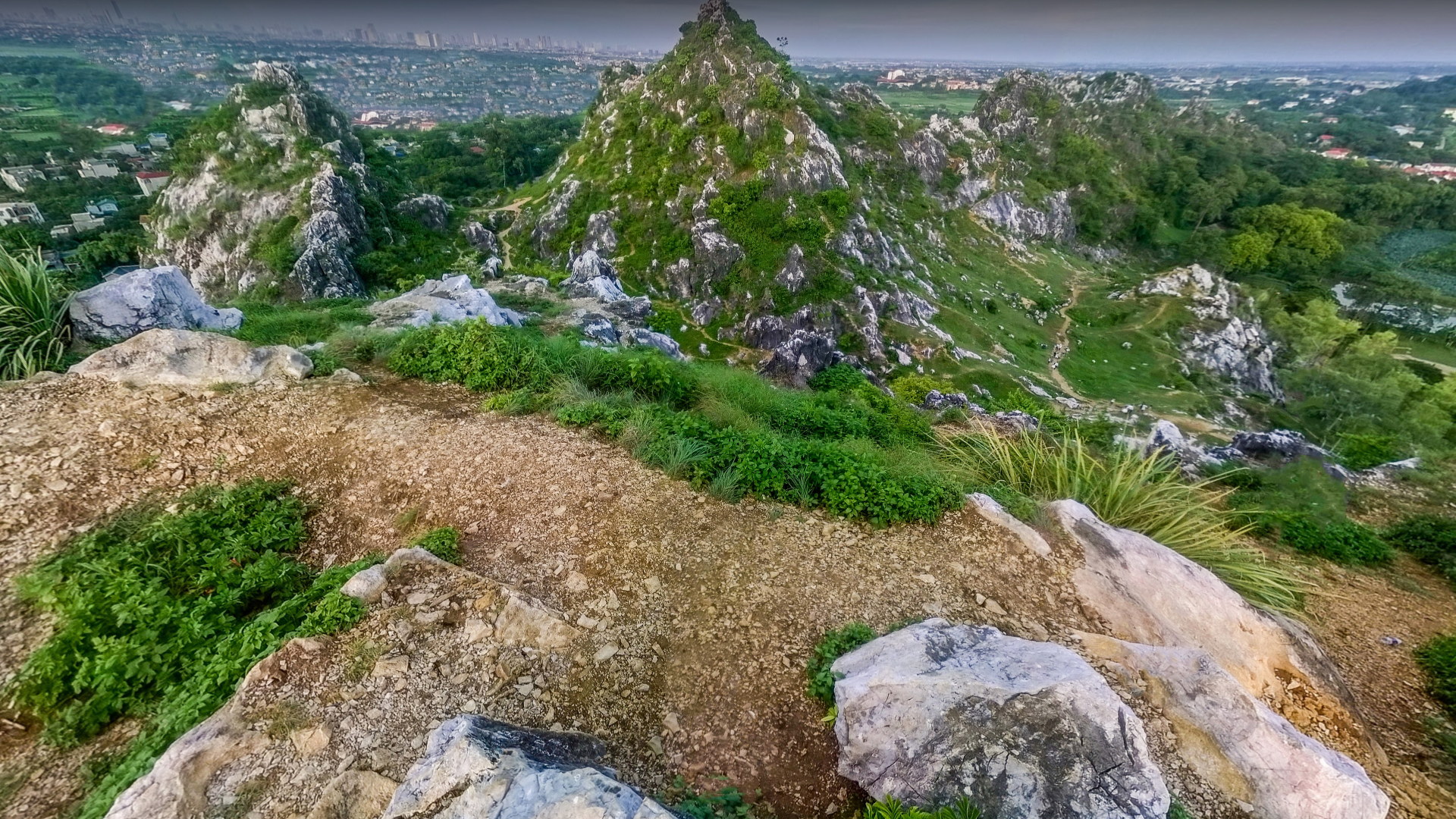
Núi Trầm

Khu du lịch sinh thái núi Trầm nằm cách trung tâm Hà Nội khoảng 20 km là địa điểm khám phá thiên nhiên, du lịch nổi tiếng vùng ngoại ô với quần thể chùa nổi tiếng. Núi Trầm hay còn có tên gọi khác là Tử Trầm Sơn. Ba ngôi chùa tại đây có tên lần lượt là chùa Trầm, chùa Hang và chùa Vô Vi Lễ hội chùa Trầm được tổ chức từ mùng 2 đến mùng 4 tháng 2 âm lịch. Với các trò chơi, văn hóa, văn nghệ dân gian. Mỗi cuối tuần, nơi đây thu hút số lượng lớn du khách về tham quan, tổ chức cắm trại qua đêm. Nơi đây cũng là thiên đường của những người đam mê bộ môn Trekking, đạp xe đạp, chụp ảnh.

### Chùa Trầm
Chùa Trầm tọa lạc tại khu vực thắng cảnh núi Trầm thuộc thôn Long Châu, nên còn có tên là chùa Long Châu. Chùa được xây dựng vào năm Cảnh Trị thứ 7 (1669). Chùa đã qua nhiều lần trùng tu. Ngôi chùa hiện nay còn giữ được nhiều tượng Phật mang phong cách nghệ thuật thế kỷ XVIII - XIX, với kỹ thuật chạm khắc công phu, tinh tế. Trên nền cao tam cấp bằng đá của chùa, ở phiến đá chính giữa có chạm nổi hai con thằn lằn rất đẹp. Lễ hội chùa vào ngày 2 tháng 2 âm lịch hàng năm, thu hút rất đông khách trảy hội, vãn cảnh.

### Đình Phương Bản
Đình làng Phương Bản thuộc xã Phụng Châu là nơi thờ Phùng Hưng và 2 vị tướng nhà Đinh là Uy Sơn đại vương và Ngọ Tân đại vương. Hai ông là người làng Phương Bản từng chiêu mộ binh sĩ theo giúp vua Đinh Tiên Hoàng dẹp loạn 12 sứ quân.

## Làng nghề
Phụng Châu có nhiều làng nghề truyền thống, nổi tiếng trong đó là làng nghề điêu khắc đá ở thôn Long Châu. Làng nghề truyền thống này đã có từ lâu đời ở bên cạnh quần thể núi Trầm. Các nghệ nhân điêu khắc đá đã về đây học hỏi, cũng như mở xưởng đá ở nơi đây.

## Cơ sở hạ tầng
Phụng Châu có điều kiện tốt phát triển cơ sở hạ tầng với ưu thế:
- Đường Quốc lộ 6 (kết nối thủ đô Hà Nội với các tỉnh phía Bắc) và đường TL419 chạy ngay sát địa giới
- Cách Bến xe Yên Nghĩa và Tuyến số 2A (Đường sắt đô thị Hà Nội) 5 km về phía Đông
- Cách Khu Công nghiệp Phú Nghĩa 5 km về phía Tây
- Khoảng cách từ trung tâm xã đến Đại lộ Thăng Long (hay đường cao tốc Láng - Hòa Lạc) khoảng 7 km về phía Bắc
- Khoảng cách từ trung tâm xã đến Quốc lộ 21B (kết nối giữa thủ đô Hà Nội và hai tỉnh Hà Nam và Nam Định) khoảng 8 km về phía Đông Nam

### Khu đô thị
- Khu đô thị Dreamhouse Phụng Châu 8
- Khu đô thị Dreamhouse Phụng Châu 12

### Trung tâm mua sắm
- Siêu thị Điện Máy Xanh
- Siêu thị WinMart

### Đường chính
- Đường Đê Mới là trục đường chính của Phụng Châu, giao với đường Hoa tại ngã ba Chợ Phượng, kết nối giữa quần thể Núi Trầm và Quốc Oai.
- Đường Phượng Thành
- Đường Văn Miếu
- Đường Phượng Yên là trục đường phụ, kết nối phố Phượng Đồng và phố Phượng Nghĩa.
- Đường Hoa là đường chính, kết nối phố Phượng Đồng và phố Phượng Nghĩa, giao với đường Phượng Bãi (Biên Giang) nối thẳng với Quốc lộ 6 và đường Phúc Tiến (Biên Giang).
- Đường Long Châu là tuyến đường giao với đường Phượng Nghĩa, kết nối phố Phượng Nghĩa, phố Long Châu và phố Ninh Sơn, Chúc Sơn.
- Đường Phương Bản là tuyến đường đi xã Tân Hòa, Quốc Oai.
- Đường Lê Văn Lương (hay là đường Tố Hữu kéo dài) kết nối Phụng Châu và TT Chúc Sơn với đường vành đai 4 (nằm trong quy hoạch định hướng phát triển không gian Hà Nội) [5]

### Tuyến xe buýt
| Tuyến xe buýt                | Ghi chú | Lộ trình |
| ---------------------------- | ------- | --- |
| 163(Bến xe Yên Nghĩa - Nhổn) |         | Chiều đi: Quốc lộ 6 - Cầu Mai Lĩnh - Biên Giang - Phượng Bãi - Chùa Trầm - Tỉnh lộ 419 - Chùa Trăm Gian - Tỉnh lộ 419 - Thị trấn Quốc Oai - Cầu vượt Hoàng Xá - Đường ven Khu Đô thị Sunny Garden - Đường nội bộ Khu Du lịch Tuần Châu Ecopark - Đường vành đai Khu Di tích chùa Thầy - Tỉnh lộ 421B - Đê Song Phương - Tỉnh lộ 422 - Ngã tư Sơn Đồng - Tỉnh lộ 422 - Quốc lộ 32 Chiều về: Hoài Đức (Bến xe Hoài Đức) - Quốc lộ 32 - Tỉnh lộ 422 - Ngã tư Sơn Đồng - Tỉnh lộ 422 - Đê Song Phương - Tỉnh lộ 421B - Đường vành đai KDT chùa Thầy - Đường nội bộ KDL Tuần Châu Ecopark - Đường ven KĐT Sunny Garden - Cầu vượt Hoàng Xá - Thị trấn Quốc Oai - Tỉnh lộ 419 - Chùa Trăm Gian - Tỉnh lộ 419 - Chùa Trầm - Phượng Bãi - Biên Giang - Cầu Mai Lĩnh - Quốc lộ 6 - Bến xe Yên Nghĩa |